# Minařka
Minařka je zaniklá usedlost v Praze 5-Smíchově, která stála na západním rohu ulic Radlická a K Vodojemu.

## Historie
Usedlost stála pod západním svahem Pavího vrchu. V držení ji měl Leopold Jurain, který držel také nedalekou Barviřku, Brentovou a protější Laurovou. Poté vlastnila dvůr s pozemky rodina Barthových.
Usedlost byla zbořena před rokem 1882.